# Zákolany (železniční zastávka)
Zákolany jsou železniční zastávka ve východní části obce Zákolany v okrese Kladno ve Středočeském kraji ležící v těsné blízkosti Zákolanského potoka. Leží v km 18,017 neelektrizované trati Kralupy nad Vltavou – Kladno, nedaleko zastávky dráhu mimoúrovňově překonává trať Hostivice–Podlešín, na které se nachází zastávka Zákolany zastávka.

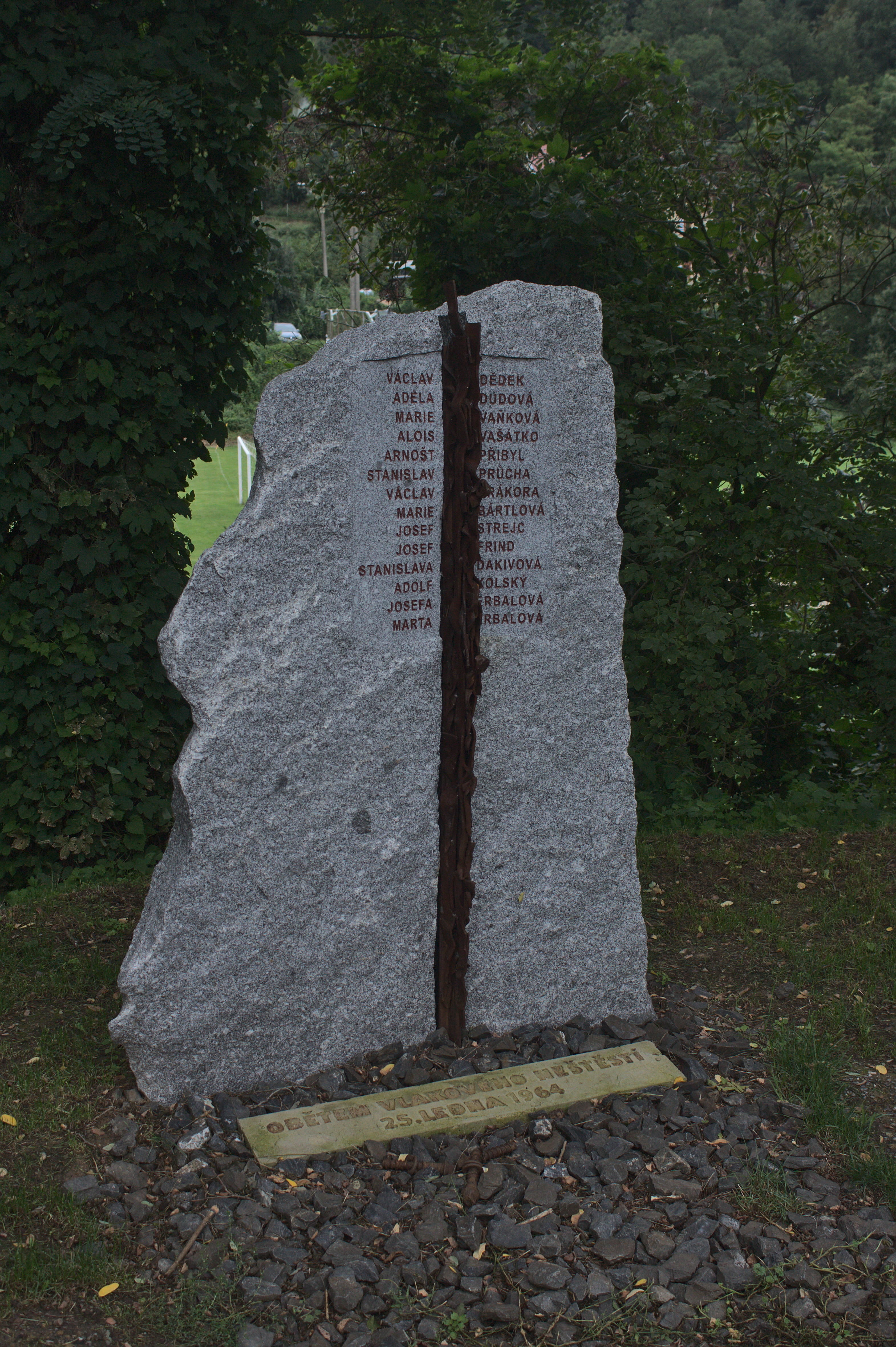
Památník železničního neštěstí v Zákolanech

## Historie
Stanice byla vystavěna dle typizovaného předpisu společnosti Buštěhradská dráha (BEB) ze směru z Kralupy nad Vltavou, kudy od roku 1850 procházela trať společnosti Severní státní dráha (NStB) spojující Prahu a Drážďany, do Kladna, pravidelný provoz zde byl zahájen 16. listopadu 1855.
Po zestátnění Buštěhradské dráhy k 1. lednu 1923 správu přebraly Československé státní dráhy.
25. ledna 1964 nákladní vlak jedoucí z Kladna s nákladem výrobků z místních oceláren narazil při vjezdu do nádraží do osobního vlaku plného cestujících, který vyjížděl ze stanice opačným směrem. 10. června 2020 zde byl odhalen pomník připomínající toto železniční neštěstí.
Do roku 1869 nákladiště neslo název Sakolan, které se změnilo na Zakolan. V roce 1881 se nákladiště změnilo na výhybnu. Od roku 1918 byl název stanice změněn na Zákolany, v době druhé světové války nesla název Sakolan/Zákolany a po roce 1945 Zákolany.

## Popis
Nachází se zde jedno nástupiště u budovy.

## Výpravní budova
Se změnou nákladiště na výhybnu nechala BEB přistavět k přízemní výpravní budově novou, kterou navrhl inženýr-asistent Josef Chvála (1826–1872) v neoklasicistním stylu. Jedná se o typovou výpravní budovu 1. třídy společnosti Buštěhradská dráha, které byly určeny pro malé stanice. Dvoupatrová budova se sedlovou střechou byla postavena na půdorysu čtverce se štítovým průčelím orientovaným do kolejiště. Přízemní část měla pásovou bosáž a nároží byla bosovaná. Patra dělila kordonová římsa. V patře byla hladká omítka. Průčelí mělo tři okenní osy. Okno v přízemí bylo obdélné s nadokenní římsou a po stranách byly dveřní otvory s nadpražní římsou. V patře byla obdélníková okna v šambránách s nadokenní římsou. V přízemí byly dvě kanceláře a čekárna 1. a 2. třídy. Prostor pro čekárnu 3. a 4. třídy byl upraven ve stávající přízemní budově. V přízemní budově je keramická dílna.